# Mosquiter de Negros
El mosquiter de Negros (Phylloscopus nigrorum; syn: Phylloscopus trivirgatus nigrorum) és un ocell de la família dels fil·loscòpids (Phylloscopidae). El seu estat de conservació es considera sense evaluar (NE).

## Hàbitat i distribució
Viu als clars del bosc, vegetació secundària i arbusts a les muntanyes de les illes Filipines, a Luzon, Mindoro, Palawan, Negros, Camiguin Sur i Mindanao.

## Taxonomia
Considerat per alguns autors un grup de subespècies dins el mosquiter de tres bandes (Phylloscopus trivirgatus), ha passat a ser considerat una espècie de ple dret arran treballs com ara Collar 2007
Així, segons la llista mundial d'ocells del Congrés Ornitològic Internacional (versió 13.2, juliol 2023) aquest tàxon tindria la categoria d'espècie. Tanmateix, altres obres taxonòmiques, com el Handook of the Birds of the World i la quarta versió de la BirdLife International Checklist of the birds of the world (Desembre 2019), el consideren encara una subespècie del mosquiter de tres bandes (P. trivirgatus nigrorum).